# مانويل بينتو دا كوستا

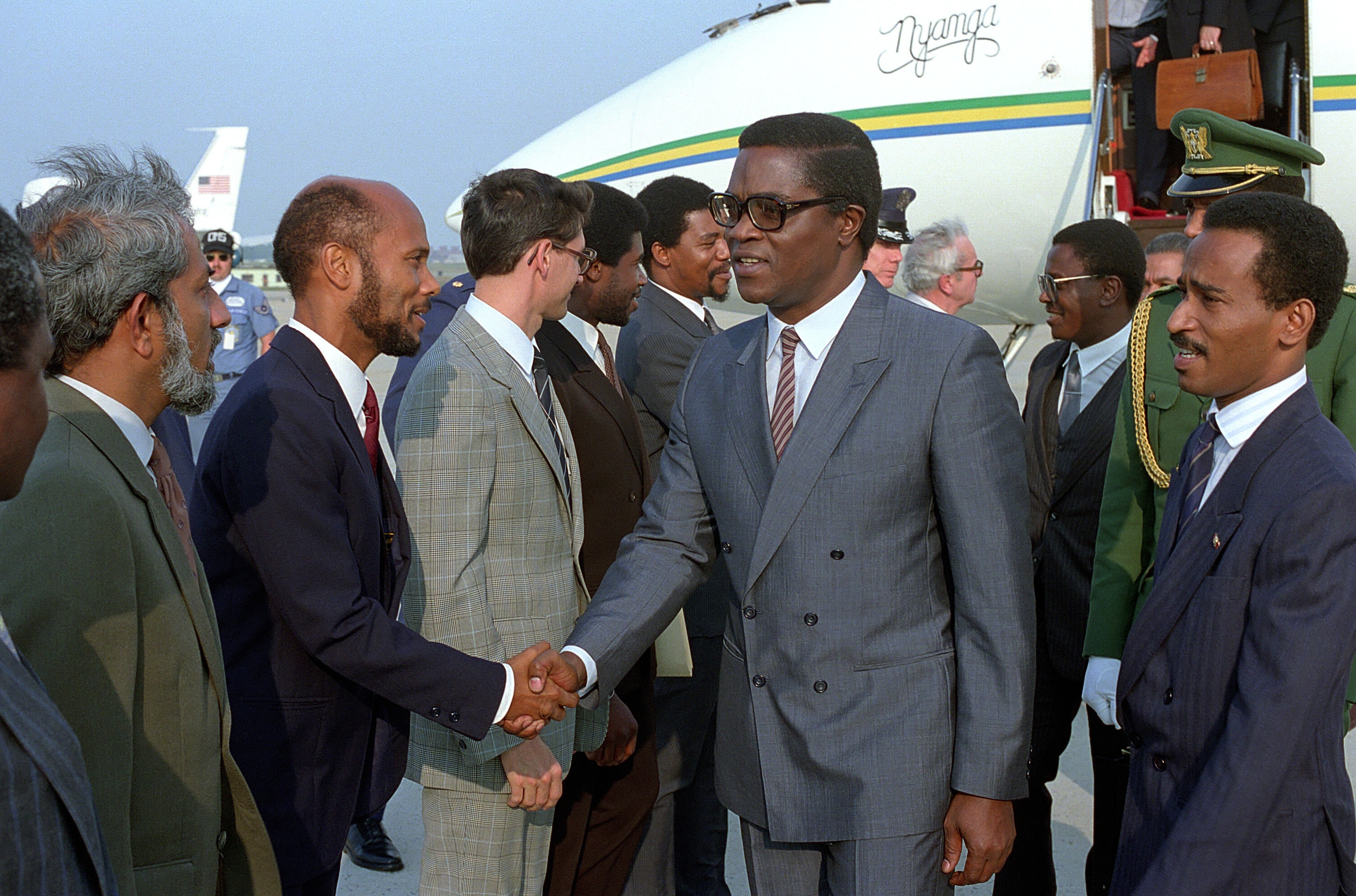
مانويل بينتو دا كوستا

مانويل بينتو دا كوستا (بالبرتغالية: Manuel Pinto da Costa‏) هو رئيس ساو توميه وبرينسيب السابق. شغل سابقاً فترة حكمه الثانية فهو سياسي من جمهورية ساو توميه وبرينسيب وأول رئيس لها.
ولد مانويل بينتو دا كوستا في 5 آب - أغسطس من سنة 1937. شغل مانويل بينتو دا كوستا منصب رئيس جمهورية ساو توميه وبرينسيب ما بين عامي 1975 إلى عام 1991. رشح دا كوستا نفسه في انتخابات الرئاسة مرتين عامي 1996 التي خسرها في الجولة الثانية لصالح المرشح ميغيل تروفوادا وعام 2001 خسر الانتخابات من الجولة الأولى لصالح الرئيس السابق فراديك دي مينيزيس.